# Hexathelinae
Hexathelinae Simon, 1892 è una sottofamiglia appartenente alla famiglia Hexathelidae.

## Caratteristiche
Gli appartenenti a questa sottofamiglia posseggono sei filiere e le femmine hanno il cefalotorace di dimensioni più piccole rispetto a quello dei maschi. Peculiarità distintiva, inoltre, sono i robusti processi spinali presenti sulle tibie del primo paio di zampe nei maschi.

## Distribuzione
I nove generi che vi appartengono sono diffusi prevalentemente in Australia e Nuova Zelanda; solo due generi sono stati rinvenuti in Cile e Argentina.

## Tassonomia
La sottofamiglia venne descritta per la prima volta da Simon nel 1892 nell'ambito della famiglia Dipluridae Simon, 1889; successivi studi, nonché lo spostamento di vari generi nella famiglia Hexathelidae Simon, 1892, per peculiari caratteri morfologici e parafiletici, permise agli Hexathelinae di conservare lo status di sottofamiglia.
Attualmente, a giugno 2012, si compone di nove generi:
- Atrax O. P-Cambridge, 1877 — Australia
- Bymainiella Raven, 1978 — Australia
- Hadronyche L. Koch, 1873 — Australia, Nuova Guinea
- Hexathele Ausserer, 1871 — Nuova Zelanda
- Illawarra Gray, 2010 — Nuovo Galles del Sud (Australia)
- Mediothele Raven & Platnick, 1978 — Cile
- Paraembolides Raven, 1980 — Australia
- Scotinoecus Simon, 1892 — Cile, Argentina
- Teranodes Raven, 1985 — Australia